# Channel 5 Broadcasting
Channel 5 Broadcasting Limited（チャンネル・ファイブ・ブロードキャスティング・リミテッド）は、イギリスで1997年に開局した商業テレビ放送局。現在はパラマウント・スカイダンス・コーポレーションが所有している。現在、Channel 5 Broadcastingはチャンネル5のほか、4つのデジタルチャンネルと配信サービスを運営している。
BBC One、BBC Two、ITV、チャンネル4に継ぐイギリスにおける5番目の地上波放送局（ウェールズのウェールズ語専門局S4Cを含むと6番目）。RTLグループが所有していた2002年から2011年の間、この局は「Five」というブランドで放送をしていた。

## 概要

1990年放送法によって設立が許可された地上波放送局。民放開設はITV以来のこと。正式な放送開始の数ケ月前からサービス放送を開始した。
チャンネル5は娯楽番組中心で、若者向けに特化している。自社製の自動車番組フィフス・ギア、ビッグ・ブラザー、ガジェット・ショー、ホテル・インスペクターなどや、外国制作の番組などを放送している。この局は2014年からはITVやBBC向けの番組制作も行なっている。ニュース番組の制作はITNに委託しているが、2005年から2011年はスカイニュースに委託先を変更していた。
2010年7月23日、Northern & Shellが1.035億ポンドでチャンネル5を買収した。2014年、バイアコムが4.5億ポンドでチャンネル5を買収した。

## チャンネル
アナログ地上波ではイギリス全土に対し4チャンネルのみの放送が認可されていたが、認可されたUHF35チャンネル・37チャンネルでは受信出来ない家庭も3割程度あったため、放送衛星アストラ/BスカイBでの放送も行なっていた。現在では全てのデジタル放送（Freesat、スカイ・サテライト、Freeviewデジタル地上波放送）及びケーブルテレビでも放送されている。
- チャンネル5HD（Channel 5 HD）：HD放送でのサイマル放送。2010年から開始。
- チャンネル5 +1（Channel5 +1）：ほとんど全ての放送を1時間遅れ（1時間タイムシフト）で放送する「+1」放送。
- 5Action：2018年から放送開始。
- 5Select：2018年から放送開始。
- 5Star：2006年から放送開始。
- 5USA：2006年から放送開始。